# Acid Survivors Trust International
Acid Survivors Trust International (ASTI) o Fundación Internacional de Supervivientes del Ácido en español es una organización benéfica registrada en el Reino Unido que trabaja para poner fin a los ataques con ácido y apoyar a las víctimas de estos ataques en todo el mundo. Fundada en 2002, ASTI ha trabajado incansablemente para abogar por la eliminación de los ataques con ácido y proporcionar apoyo vital a las víctimas.

## Descripción
ASTI trabaja en estrecha colaboración con organizaciones asociadas en todo el mundo para proporcionar apoyo financiero, técnico y de capacitación a aquellos que están trabajando para poner fin a los ataques con ácido. La organización también ofrece apoyo directo a las víctimas, incluida la atención médica y psicológica, la asistencia legal y la capacitación laboral.
Uno de los mayores logros de ASTI ha sido su trabajo para aumentar la conciencia pública sobre los ataques con ácido y abogar por cambios en las leyes y políticas relacionadas con estos ataques. En 2012, ASTI lanzó una campaña global llamada "Cero Tolerancia" que buscaba promover una mayor conciencia sobre los ataques con ácido y presionar a los gobiernos para que tomaran medidas para prevenir estos ataques.
Otro logro importante de ASTI ha sido su trabajo para establecer una red global de organizaciones asociadas que trabajan en la prevención de los ataques con ácido y el apoyo a las víctimas. La red incluye organizaciones en Asia, África, Europa y América del Norte.
ASTI también trabaja en estrecha colaboración con otras organizaciones internacionales, incluida la Organización Mundial de la Salud (OMS), para abordar el problema de los ataques con ácido. En 2019, ASTI fue una de las organizaciones que contribuyó al desarrollo de un plan de acción global de la OMS para prevenir la violencia interpersonal, que incluye medidas específicas para prevenir los ataques con ácido.